# Jan Kasjan
Jan Kasjan (cs. преподобный Иоа́нн Ри́млянин; ok. 360, zm. ok. 435 w Marsylii) – mnich, teolog, asceta, popularyzator monastycyzmu i ascetyzmu wschodniego w Kościele zachodnim. Założyciel jednej z pierwszych wspólnot monastycznych w Europie Zachodniej. Wliczany w poczet ojców pustyni i Kościoła, święty Kościoła prawosławnego oraz Kościoła katolickiego.

## Żywot świętego
Urodził się około 360 r. prawdopodobnie na terenie dzisiejszej Rumunii. Z tego powodu uważany jest za jednego z pierwszych rumuńskich świętych. Niektórzy badacze dowodzą, iż miejscem jego narodzin była Marsylia.
Najczęściej uważa się, że urodził się w Scytii Mniejszej, prowincji rzymskiej zajmującej tereny dzisiejszej Dobrudży.
W roku 380 udał się do Palestyny, gdzie wstąpił do klasztoru w Betlejem. W roku 385 udał się do Egiptu, w podróż po skupiskach anachoretów. Przebywał m.in. w Nitrii i Sketis. Pobierał tu nauki m.in. od Ewagriusza Pontyjskiego, który miał duży wpływ na kształtowanie jego późniejszych poglądów.
W roku 399 opuścił Egipt i udał się do Konstantynopola, gdzie ok. roku 400 został wyświęcony na diakona przez Jana Chryzostoma.
W roku 404 udał się do Rzymu, aby przedstawić papieżowi Innocentemu I list, w którym wierni Kościoła wschodniego wstawiali się w obronie Jana Chryzostoma, zesłanego na wygnanie do Kapadocji. Od tego momentu rozpoczyna się następny rozdział życia Jana Kasjana, związany z Europą Zachodnią.
Około roku 410 lub 415 Jan Kasjan przybył do ówczesnej południowej Galii (Gallia Narbonensis) i osiadł w Marsylii, gdzie założył dwa klasztory, męski i żeński, nazywane opactwem św. Wiktora. Była to jedna z pierwszych wspólnot monastycznych na Zachodzie. Kilka lat później pomógł w założeniu klasztoru w Apt, na prośbę tamtejszego biskupa.
W Marsylii rozpoczął działalność pisarską. Na potrzeby wspólnoty w Apt tworzył Ustawy życia mnichów oraz leczenie ośmiu głównych grzechów – traktat zawierający m.in. instrukcje na temat prowadzenia życia klasztornego oraz zalet ascezy i sposobów zwalczania zagrożeń czyhających na mnichów. M.in. na tym traktacie opierał się Benedykt z Nursji, gdy tworzył regułę dla swojej wspólnoty. Drugie znaczące dzieło Jana Kasjana to Konferencje z Ojcami – tutaj najwierniej uwiecznił etos anachoretów i nauki opatów wspólnot pustynnych oraz wypowiedział się na temat roli łaski w zbawieniu człowieka, polemizując ze św. Augustynem. Ta polemika była także tematem jego ostatniego dzieła, O wcieleniu Pańskim przeciw Nestoriuszowi, napisanego w roku 430 na prośbę papieża Leona I.

## Kult
Św. Jan Kasjan czczony jest przez całą Cerkiew prawosławną, natomiast w Kościele rzymskokatolickim jest świętym czczonym lokalnie, w Marsylii. W tamtejszej świątyni Wiktora z Damaszku znajdują się jego relikwie.

### Ikonografia
W ikonografii święty przedstawiany jest jako stary mężczyzna z siwą, nieco rozdwojoną u końca brodą. Odziany jest w mnisi habit (a niekiedy w strój biskupi). Prawą ręką błogosławi, w lewej trzyma zwój.

### Dzień obchodów
Wspomnienie liturgiczne w Cerkwi prawosławnej obchodzone jest 29 lub 28 lutego wg kalendarza juliańskiego/13 marca wg kalendarza gregoriańskiego.
W archidiecezji marsylskiej i niektórych zachodnich wspólnotach zakonnych dzień ten przypada na 23 lipca.

## Znaczenie
Jan Kasjan pierwszy ułożył naukę ascetyczną w jedną usystematyzowaną całość, w ten sposób przyczyniając się do kształtowania wczesnego monastycyzmu zachodniego. Jego nauki stały się podstawą medytacji w klasztorach średniowiecznych. Czerpał z nich zarówno Benedykt z Nursji, jak i Ignacy Loyola.

## Poglądy
Pod wpływem Ojców Pustyni nabrał przekonania, że anachoretyzm jest najwyższą formą życia chrześcijańskiego, ale droga do niego często prowadzi poprzez życie wspólnotowe jako etap pośredni.
W kwestiach teologicznych zajmował pozycję pośrednią pomiędzy radykalizmem Augustyna a doktryną Pelagiusza – uważany jest za prekursora semipelagianizmu.

## Pisma[3]
- Ustawy życia mnichów oraz leczenie ośmiu głównych grzechów (De Coenobiorum Institutis), 12 ksiąg
- Konferencje z Ojcami (Collationes Patrum)
- O wcieleniu Pańskim przeciw Nestoriuszowi (De Incarnatione Domini Contra Nestorium), 7 ksiąg

## Tłumaczenia polskie
- Jana Cassiana Eremity o żywocie y ćwiczeniach ludzi świat opuszczających Xiąg XII ... w Krakowie w drukarni Andrzeja Piotrowczyka, 1604. Tłumaczył ks. Wojciech Półgęskowicz z Pakości (Albertus Mesochenius).
- Jan Kasjan, Rozmowy z Ojcami, t. 1, Kraków 2002, Wydawca: Wydawnictwo Benedyktynów Tyniec, 440 stron. EAN: 9788373542266,ISBN 978-83-7354-226-6.
- Jan Kasjan, Rozmowy z Ojcami, t. 2, Kraków 2015, Wydawca: Wydawnictwo Benedyktynów Tyniec, 386 stron. ISBN 978-83-7354-561-8
- Jan Kasjan, Rozmowy z Ojcami, t. 3, Kraków 2017, Wydawca: Wydawnictwo Benedyktynów Tyniec, 410 stron. ISBN 978-83-7354-639-4
- Jan Kasjan, Rozmów dwadzieścia cztery, tłumaczył ks. dr Ludwik Wrzoł; Fiszer i Majewski, Księgarnia Uniwersytecka, Poznań 1929.
- Jan Kasjan, Rozmowy o modlitwie: rozmowy IX i X z abba Izaakiem, tłumaczył ks. A. Nocoń, Wydawnictwo Benedyktynów Tyniec, Kraków 2003.
- Jan Kasjan, Rozmowy o modlitwie, Kraków 2004, Wydawca: Wydawnictwo Benedyktynów Tyniec, 96 stron,

EAN: 9788373540811, ISBN 83-7354-081-4.
- Jan Kasjan, Rozmowa IX o modlitwie, przeł. K. Bielawski, [w:] Modlitwa Pańska. Komentarze greckich Ojców Kościoła IV-V w., redakcja K. Bielawski, Tyniec - Kraków 1995, Wydawnictwo Benedyktynów, s.156-188.
- Jan Kasjan, O przygotowaniu i rodzajach modlitwy (Collationes Patrum IX), przeł. L. Wrzoł, [w:] Małonowiczówna Leokadia, Antologia modlitwy wczesnochrześcijańskiej, pracę ukończył i do druku przygotował L. Gładyszewski, Lublin 1993, TN KUL, s.118-136. Starożytne Teksty Chrześcijańskie.
- Jan Kasjan, Rozmów dwadzieścia i cztery, przeł. Ludwik Wrzoł, t.1-2, Poznań1928-1929.
- św. Jan Kasjan, Rozmowy, przeł. Ludwik Wrzoł, [w:] Szczepan Pieszczoch, Patrologia, t. 2: Ojcowie mówią, Gniezno 1994, s.216-217.